# Theatergezelschap Vis à Vis
Vis à Vis is een toneelgroep uit Nederland gespecialiseerd in locatietheater die werd opgericht in 1990 door Arjen Anker, Marianne Seine, Marinus Vroom, Stef Avezaat en Dorien Folkers.
De visuele theatervoorstellingen die het gezelschap maakt, spelen zich altijd af op locaties in de open lucht. De theaterstijl is fysiek, beeldend en komisch van aard. Het gezelschap produceert hedendaagse verhalen die een commentaar geven op de moderne mens en waarin maatschappelijk dilemma's op luchtige wijze aan de kaak worden gesteld. Het gezelschap bouwt bij elke nieuwe productie zelf een eigen buitendecor waar theater met techniek wordt vermengd. Vis à Vis beschikt over een eigen theaterlocatie nabij het Almeerderstrand in Almere Poort.

## Geschiedenis
Op Festival a/d Werf speelde Vis à Vis de eerste voorstelling Topolino, waar Fiatjes 500 de hoofdrol speelden. Aanvankelijk onder de naam Hot en Her, later als Vis à Vis. Vis à Vis is Frans voor "tegenover" en slaat op de opstelling van stoelen of banken tegenover elkaar in een voertuig. De naam staat symbool voor de confronterende positie die de theatermaker tegenover zijn publiek en de maatschappij in neemt.
Sinds 1990 bestond de vaste kern van Vis à Vis uit artistiek leider Arjen Anker (1959-2016), Marianne Seine (1960-2024) en Marinus Vroom. Naast theatermakers zijn zij ook als acteurs aan het gezelschap verbonden.
Een groot deel van haar bestaan was Vis à Vis een reizend gezelschap dat toerde door Nederland en voorstellingen speelde op theaterfestivals als Oerol, Festival a/d Werf en de Parade. Ook trad het gezelschap vanwege het tekstloze, visuele theater op in het buitenland onder andere in Australië op het Perth International Arts Festival, het New Zealand International Arts Festival en het Zwitserse Zurich Theater Spektakel.
Sinds 2007 is Vis à Vis gevestigd bij Almere Poort. In 2010 en 2011 speelde zij hier SILO 8 dat de afbraak van de verzorgingsstaat aan de kaak stelde, het trok in totaal 48.000 bezoekers. SILO 8 is de bewerking van een productie van het Zwitserse locatietheatergezelschap Karl’s Kühne Gassenschau.
In 2012 bracht Vis à Vis de locatievoorstelling HaRT uit. Deze liefdesgeschiedenis speelt zich af in de context van duurzaamheid en recycling. In HaRT komt het publiek terecht achter de coulissen van een moderne milieuboulevard.
In 2015 kwamen ze uit met EXIT. De voorstelling EXIT volgt twee broers uit een ambachtelijke slagersfamilie. Ze ontdekken dat ze een hoop rommel en dierenleed kunnen vermijden en klanten kunnen winnen door zelf de biefstukjes en andere vleselijke lekkernijen in hun eigen lab te kweken.
In 2017 en 2018 speelde Vis à Vis de voorstelling MARE die geïnspireerd is op de voorstelling DRIFT van Vis à Vis uit 1996. De klimaat- optimisten hebben ongelijk gekregen. De zeespiegel stijgt totdat de wereld blank staat van de noord- tot de zuidpool. In een waterbassin gevuld met meer dan 1 miljoen liter neemt een huwelijksreis een dramatische wending.

## Producties
- Baby Blue (2025)
- Silo 8 (2024)
- Poppy (2023)
- Fragile (2022)

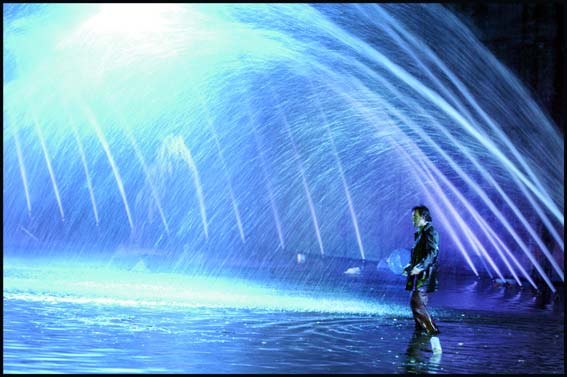
Onderstroom

- Schoonschip (Floriade opening, 2022)
- Kringloop (2022)
- Wild (2021)
- Deep Ocean (2020)
- Robot (2019-2020)
- Antarctica (2018)
- Mare (2017-2018)
- Exit (2015-2016)
- Picnic (2014)
- HaRT (2012-2013)
- Silo 8 (2010-2011)
- De Lancering (2009)
- Daklozen on Ice (2008)
- Groenland (2007)
- Bij Nacht en Ontij (2007)
- Fruits de Mer (2006)
- Kooiboys (2005)
- Nex (2004)
- Onderstroom (2003)
- Zoom (2002)
- 5000 vingers (2000-2001)
- Picnic (1999-2004)
- Mirage (1998)
- Drift (1996-1997)
- Central Park (1993-1994)
- Topolino (1990-1994)